# 성산고등학교 (대구)
성산고등학교(城山高等學校)는 대한민국 대구광역시 달서구 용산동에 위치한 공립 고등학교이다.

## 학교 연혁
- 2001년 11월 18일 : 성산고등학교 설립 인가(남여 공학 36학급)
- 2003년 3월 1일 : 초대 정하완 교장 취임
- 2003년 3월 4일 : 제1회 입학식(15학급 남 272명, 여 252명 총 524명)
- 2003년 6월 18일 : 교사 2차 준공
- 2006년 2월 10일 : 제1회 졸업식(14학급 남 257명, 여 250명 총 507명)
- 2007년 2월 5일 : 교지 ‘성산청록’ 창간호 발행
- 2008년 2월 11일 : 성산청록 도서관 개관
- 2008년 9월 9일 : 다목적 체육 시설(우레탄 구장) 설치
- 2020년 9월 1일 : 제7대 최정화 교장 취임
- 2021년 2월 5일 : 제16회 졸업식(10학급 남 97명, 여 140명 총 237명, 졸업생누계 6,716명)
- 2021년 3월 2일 : 2021학년도 입학(8학급 남 69명, 여 109명 총 178명)

## 참고 자료
- 성산고등학교 - 한국교육학술정보원 학교알리미